# Gastronomía de Camboya

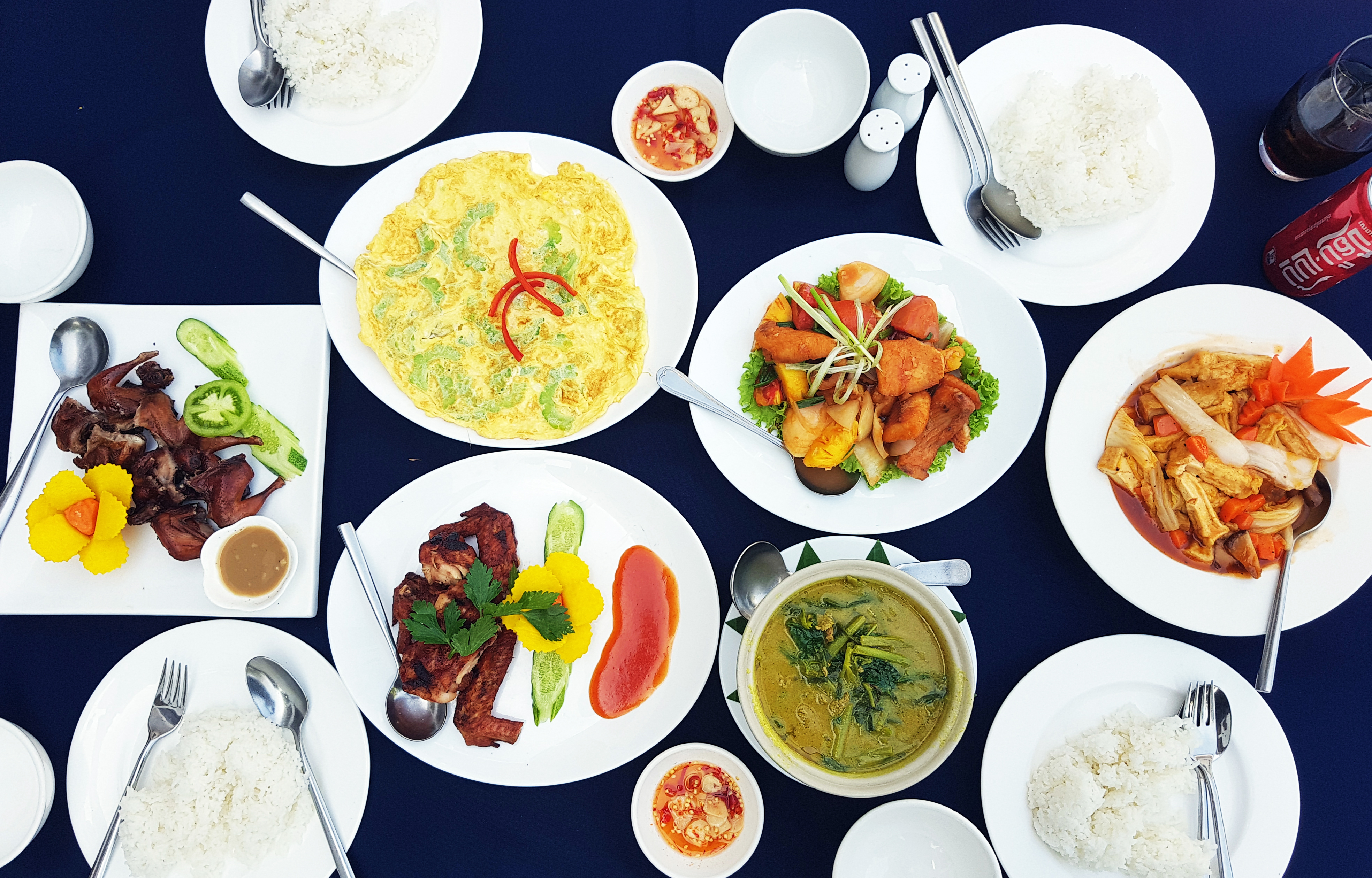
Comida camboyana en un restaurante.

La gastronomía camboyana o jemer tiene una fuerte influencia de siglos de las costumbres alimenticias chinas e indias, así como la subsistencia alimentaria de los más primitivos habitantes del Sureste Asiático. El paladar camboyano es abierto a todo lo que puede considerarse alimenticio y por lo mismo muchos platos que en Occidente no son considerados para la mesa, los jemeres en cambio los han hecho parte de su dieta. 

## Comida picante

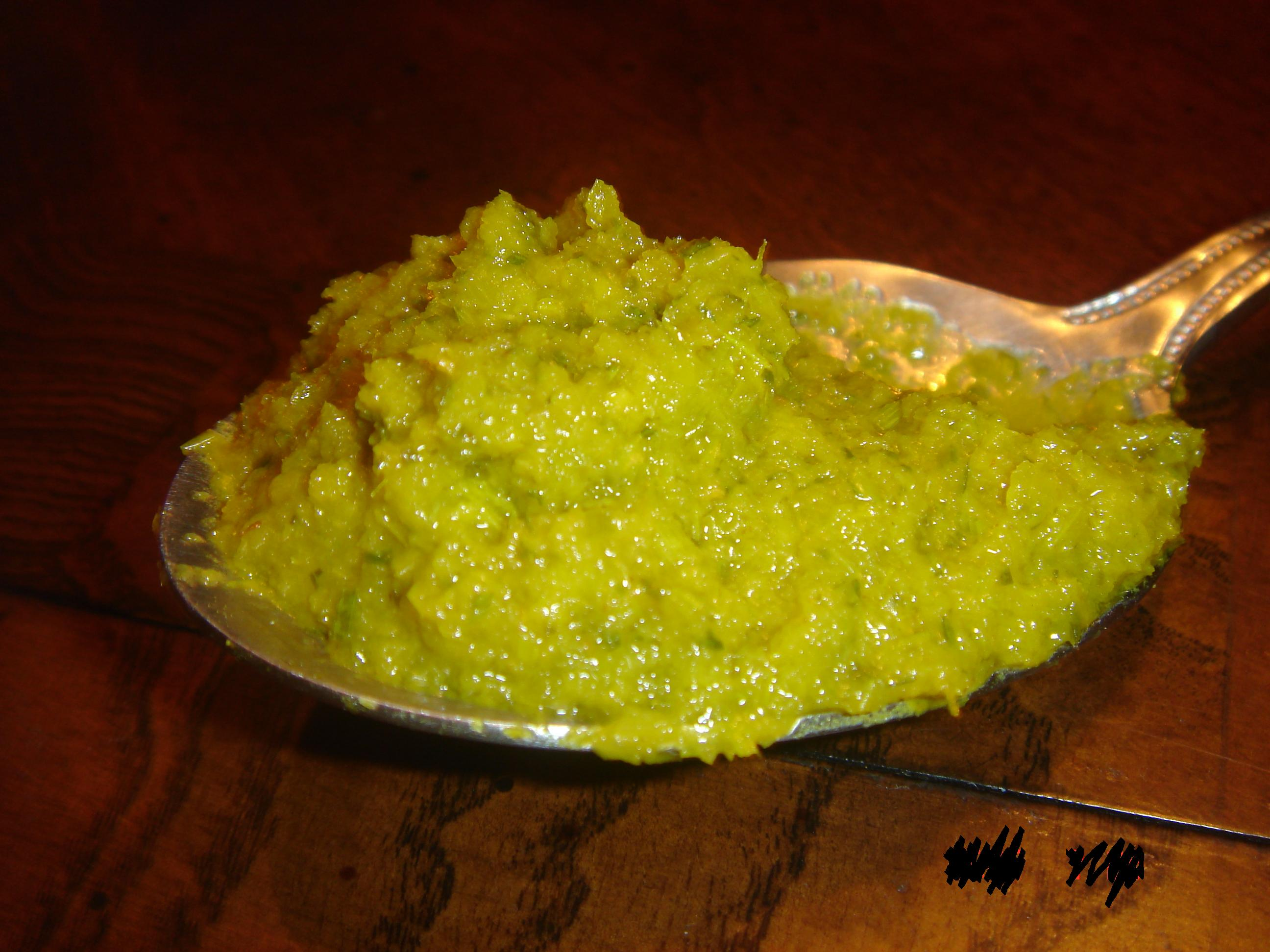
Una pasta aromatizante camboyana (kroeung) hecha con diversas hierbas y especias.

Aunque no tanto como podría ser la gastronomía propia de la India, la comida jemer posee necesariamente ese elemento sin el cual al camboyano todo le sabría simple. Para ello se usan diversas yerbas (cúrcuma, galangal, etc.) y aromantes. Se emplea la salsa de pescado en la elaboración de ciertas sopas como la Kuyteav.

## Vegetarianismo

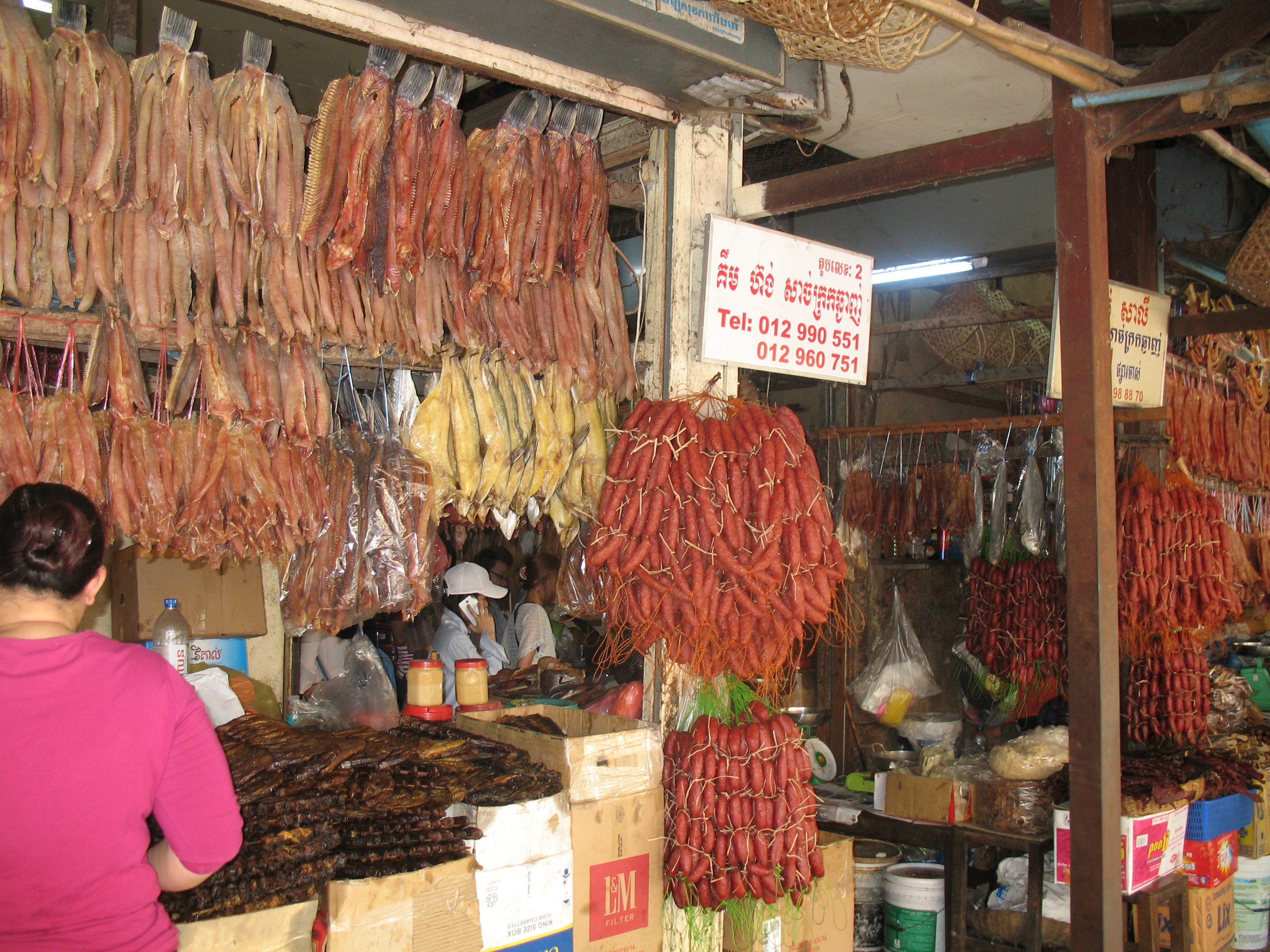
Salchichas de cerdo y pescado seco que se venden en un mercado.

Muchos extranjeros que aún no conocen el país piensan que la influencia de milenaria del hindusimo y del budismo daría como resultado una población mayoritariamente vegetariana, pero no es así. Los monjes budistas ciertamente lo son, pero en Camboya la gente del pueblo consume carne normalmente: gallina, pato, pescado, res, culebra, simio, marisco y otros.

## Método de cocción
La primera influencia en Camboya se deja notar en la preparación de ciertos alimentos mediante cocción en agua, al vapor, o el asado. Estos métodos se aplican a un amplio rango de alimentos que van desde el carabao (búfalo de agua), vaca, pollo y cerdo, pasando por marisco, pescado, moluscos, etc.

## El arroz
El arroz nunca falta en la mesa, como en cualquier país asiático, hasta el punto de que la palabra "arroz" es también un verbo en el Idioma jemer. Si fuésemos a traducir literalmente al español una frase como "¿Usted ya comió?", tendríamos que decir algo como "¿Usted ya arrozó?". Es frecuente el uso en la cocina de Camboya del arroz glutinoso.

## Comida tradicional

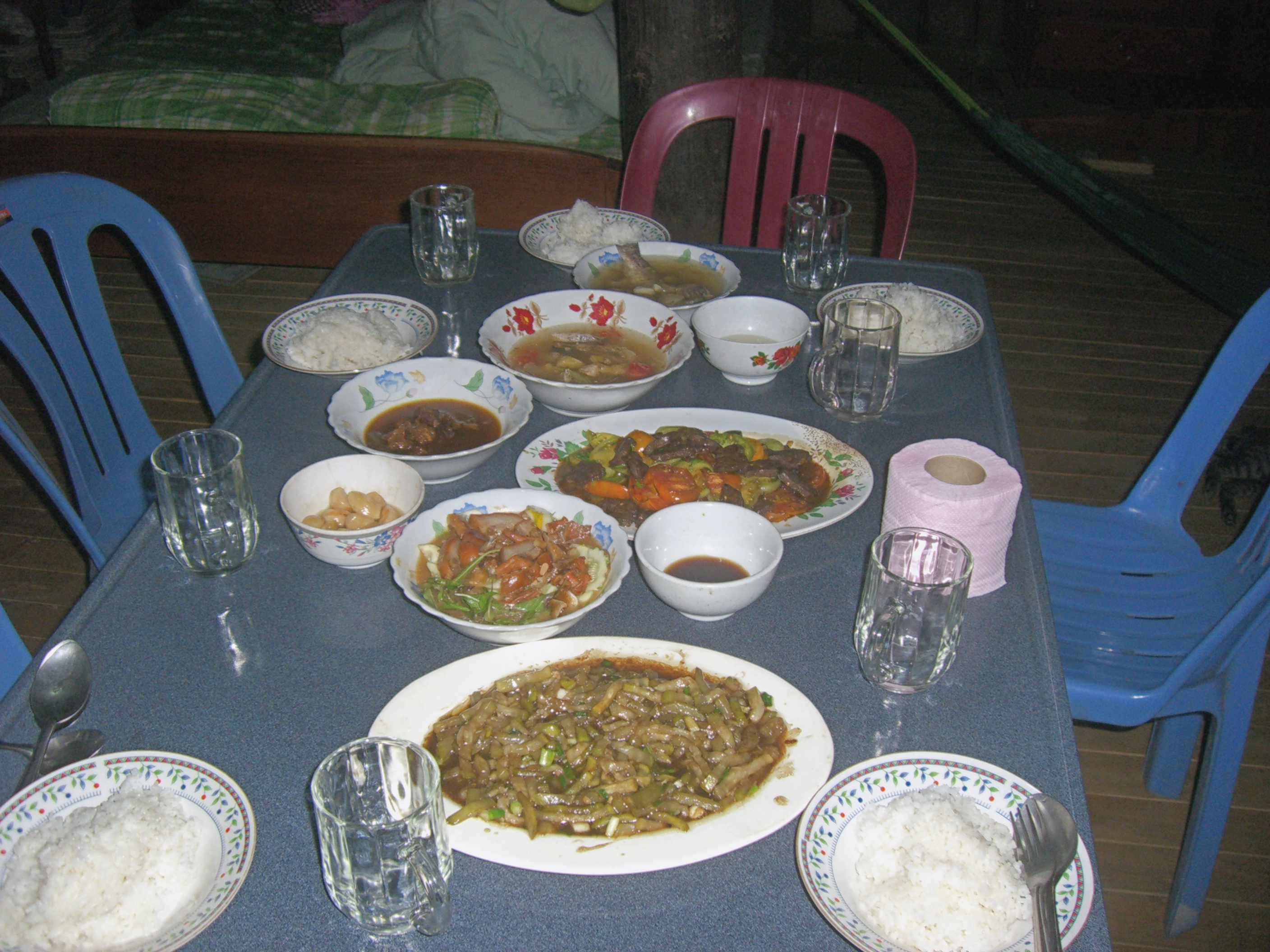
Una comida familiar en la provincia de Kratié.

La tradición jemer manda comer sentado en posición de loto sobre un tapete en donde se ponen todos los platos. La familia se sienta alrededor y por lo general se usan las manos para comer (aunque la influencia china hace que muchas personas usen los palillos chinos y en las ciudades los cubiertos occidentales ya se han popularizado, sobre todo la cuchara, la cual es de uso para todos los platos). Todos los platos se ponen sobre el tapete y estos son comunes, es decir, que usted tiene que tomar del plato central lo que se va comiendo. Normalmente están presentes los siguientes platos: sopa, diferentes tipos de verduras, una o dos variedades de carne frita, pescado (que no es desplazado nunca por la carne), arroz. La bebida típica de Camboya es el sorbete de sandía con melocotón con una pizca de albahaca.

## Frutas

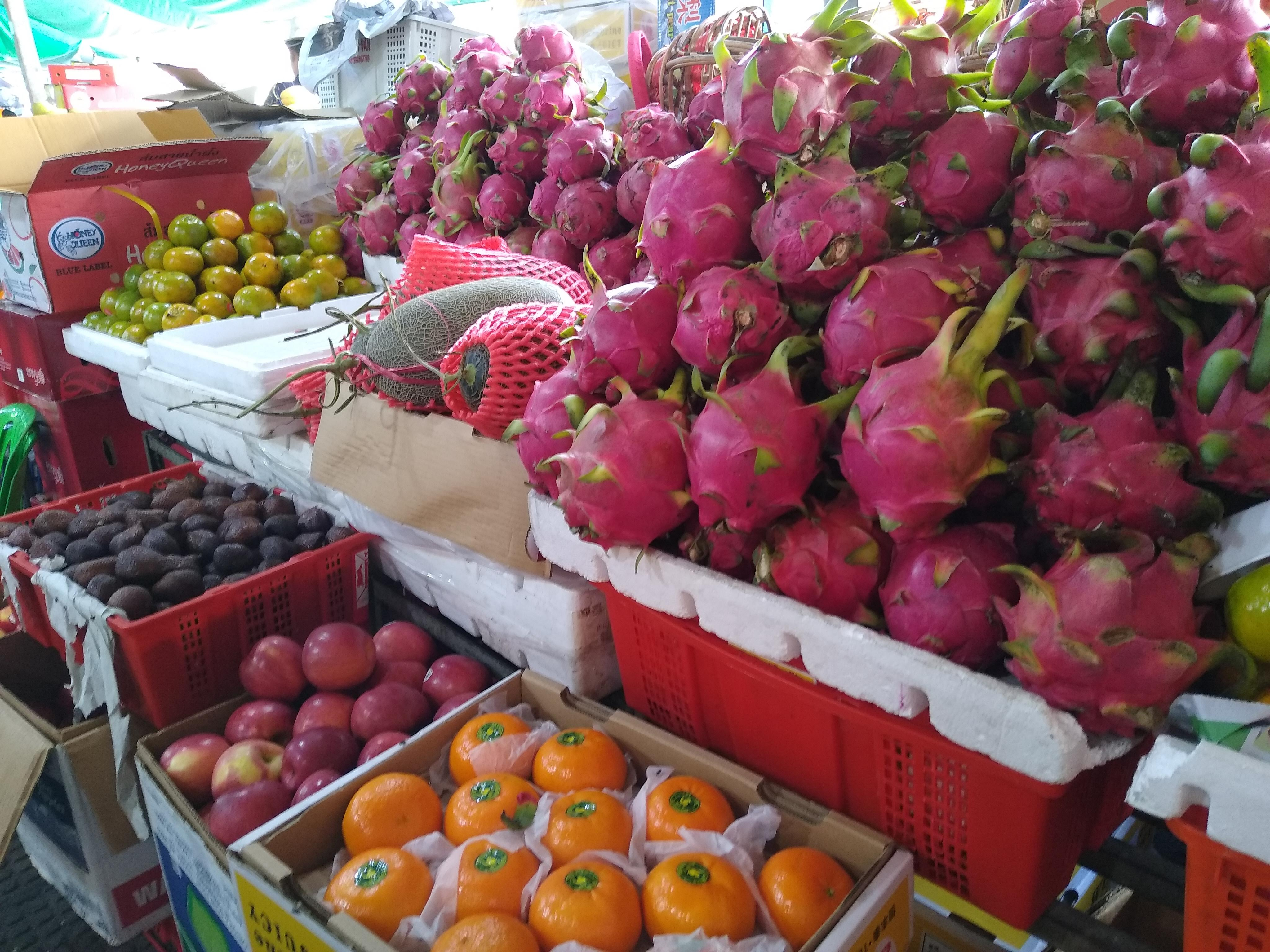
Un mercado de frutas de Camboya

Como país tropical, Camboya, así como los demás países del Sureste Asiático, es una verdadera potencia en frutas exóticas. Muchas de ellas no son conocidas en occidente, como por ejemplo el durian, el cual tiene en principio un mal olor para el que no lo ha probado, pero se convierte en una auténtica delicia cuando se come.

## Frecuencia alimentaria
Los camboyanos no tienen propiamente un desayuno, especialmente aquellos que viven en el campo. Al levantarse toman agua y pan francés (debido a la influencia francesa). La comida de mediodía es casi siempre entre las 10 y las 11 y media de la mañana. La cena es a las cinco de la tarde. Es decir, que son dos comidas principales. Es usual que a un invitado le ofrezcan cerveza y durante la comida hacen interminables brindis y llenan el vaso cada que se acaba.